# 1RXS J160929.1-210524
1RXS J160929.1−210524 eller GSC 6213-1358 är en ensam stjärna i den norra  delen av stjärnbilden Skorpionen. Den har en skenbar magnitud av ca 12,77 och kräver ett kraftfullt teleskop för att kunna observeras. Baserat på parallax enligt Gaia Data Release2 på ca 7,24 mas, beräknas den befinna sig på ett avstånd på ca 450 ljusår (ca 138 parsek) solen. Den rör sig närmare solen med en heliocentrisk radialhastighet på ca –6,7 km/s.

## Observation
Stjärnan identifierades som en medlem av Upper Scorpius-undergruppen av Scorpius-Centaurus-föreningen av Thomas Preibisch et al. 1998, och tilldelade ursprungligen en ålder av 5 miljoner år baserat på dess gruppmedlemskap. En nyare analys av stjärnornas åldrar i Upper Scorpius-gruppen fastställer dess medelålder till 11 miljoner år.
Stjärna identifierades som ett ungt objekt som tillhörde Upper Scorpius-undergruppen av Scorpius–Centaurus-föreningen i två artiklar publicerade 1998 och 1999, baserat på dess litiumhalt, röntgenstrålning och position i HR-diagrammet.

## Egenskaper
1RXS J160929.1−210524 är en orange till röd dvärgstjärna i stadiet förehuvudserien av spektralklass K7 V eller M0. Den har en massa som är ca 0,85 solmassor, en radie på ca 1,35 solradier och en effektiv temperatur av ca 4 100 K.

## Planetsystem

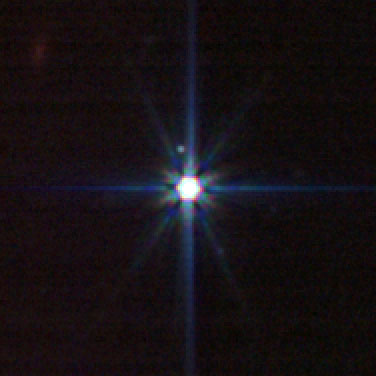
1RXS J160929.1−210524 bild tagen med MIRI. Följeslagaren är det svaga objektet ovanför stjärnan.

Den 8 september 2008 tillkännagavs att astronomen David Lafrenière et al. använde Gemini-teleskopet för att ta bilder av stjärnan som såg ut att ha en planet (betecknad 1RXS J160929.1-210524 b). Den skenbara planeten är mycket stor – ungefär åtta gånger massan av Jupiter och kretsar kring stjärnan på ett avstånd av 330 AE. Omloppsstatusen för planeten bekräftades i ett dokument som lämnades in den 15 juni 2010 till The Astrophysical Journal. Detta fastställde den till den minsta kända exoplanet som kretsade kring sin värdstjärna på ett sådant avstånd. Det är också den tredje tillkännagivna direktavbildade exoplaneten som kretsar kring en solliknande stjärna (efter GQ Lup b och AB Pic b), och den andra direktavbildade exoplaneten som har observerat spektrum (efter 2M1207b).
En studie från 2013, med data från Spitzerteleskopet, upptäckte ett måttligt överskott av infraröd strålning vid 24 μm från stjärnan, vilket tyder på närvaro av en stoftskiva, men kunde inte avgöra om överskottet kom från stjärnan eller en substellär följeslagare (eller båda). Under 2015 fann observationer med Magellan Telescopes bevis för att ljuset från det substellära objektet är skymt och rodnat med 4,5 visuella magnituder av cirkumstellär fördunkling, vilket betyder att objektet är omgivet av en stoftskiva som orsakar överskottet av infraröd strålning. När man antog fördunkling vid modellering av objektets spektrum höjdes dess effektiva temperatur till 2 000 K och spektraltypen till L2.
Med upprevideringen av Upper Scorpius-gruppens ålder från 5 miljoner till 11 miljoner år, höjdes den uppskattade massan av 1RXS J1609b från ungefär 8 till 14 Jupitermassor, det vill säga över gränsen för kärnfusion av väte.